# مايكل ج. فلين
مايكل ج. فلين (بالإنجليزية: Michael J. Flynn)‏ (المولود في 20 مايو 1934 بمدينة نيويورك) هو بروفسور أمريكي بجامعة ستانفورد. أحد مؤسسي جمعية بلين ورئيس مكسلير تكنولوجيز. ينسب إليه تصنيف الحواسيب المتوازية تصنيف فلين الذي إقترحه سنة 1966.
نال سنة 1995 جائزة هاري جوود.

## وصلات خارجية
- صفحة فلين على موقع ستانفورد
- سيرة علمية